# Bezirk Warnsdorf
Der Bezirk Warnsdorf (tschechisch: Okresní hejtmanství Varnsdorf, politický okres Varnsdorf) war ein Politischer Bezirk im Königreich Böhmen. Der Bezirk umfasste Gebiete im Böhmischen Niederland im heutigen Ústecký kraj (Okres Děčín). Sitz der Bezirkshauptmannschaft war die Stadt Warnsdorf (Varnsdorf). Das Gebiet gehörte seit 1918 zur neu gegründeten Tschechoslowakei und ist seit 1993 Teil Tschechiens.

## Geschichte
Die modernen, politischen Bezirke der Habsburgermonarchie wurden 1868 im Zuge der Trennung der politischen von der judikativen Verwaltung geschaffen.
Der spätere Bezirk Warnsdorf war zunächst Teil des Bezirks Rumburg, der aus den Gerichtsbezirken Rumburg (Rumberk) und Warnsdorf (Varnsdorf) gebildet wurde.
Der Gerichtsbezirk Warnsdorf wurde jedoch 1908 aus dem Bezirk Rumburg ausgeschieden und zu einem eigenständigen Bezirk erhoben.
Der Bezirk Warnsdorf umfasste 1910 eine Fläche von 79,37 km² und beherbergte eine Bevölkerung von 39.339 Personen. Von den Einwohnern hatte 1910 37.619 Deutsch und 599 Tschechisch als Umgangssprache angegeben. Weiters lebten im Bezirk 1.121 Anderssprachige oder Staatsfremde. Zum Bezirk gehörte ein Gerichtsbezirk mit insgesamt 11 Gemeinden bzw. 12 Katastralgemeinden.

## Gemeinden
Der Bezirk umfasste 1910 die elf Gemeinden Kreibitz (Chřibská), Neukreibitz (Nová Chřibská), Niedergrund (Dolní Podluží), Niederkreibitz (Dolní Chřibská), Obergrund (Horní Podluží), Oberkreibitz (Horní Chřibská), Sankt Georgenthal (Jiřetín), Schönfeld (Krásné Pole), Teichstatt (Rybniště), Tollenstein (Tolštejn) und Warnsdorf (Varnsdorf).